# Ужасът в Амитивил
„Ужасът в Амитивил“ (на английски: The Amityville Horror) е книга на американския автор Джей Ансън, публикувана през септември 1977 г. Тя е в основата на поредица от филми, излезли от 1979 г. нататък. Основава се на твърдения за паранормални явления на семейство Лутц, но води до противоречия и съдебни дела относно нейната истинност.

## Предистория
На 13 ноември 1974 г. 23-годишният Роналд Джоузеф ДеФео младши застрелва родителите си и четиримата си братя и сестри в голямата семейна холандска колониална къща, разположена в крайградски квартал на Оушън Авеню 112 в Амитивил, на южния бряг на Лонг Айлънд, Ню Йорк. През ноември 1975 г. той е осъден за убийство втора степен и на шест срока от 25 години до доживотен затвор. Умира в ареста през март 2021 г.
През декември 1975 г. Джордж и Кати Луц и трите им деца се преместват в къщата. След 28 дни те бягат от там, твърдейки, че са били тероризирани от паранормални явления.

## Сюжет
Книгата описва къщата на Оушън Авеню 112 като останала празна в продължение на 13 месеца след убийството – дело на Дефео. През декември 1975 г. сем. Джордж и Катлийн Луц купуват къщата на изгодна цена от 80 000 долара. Тя с пет спални е построена в холандски колониален стил и има отличителен наклонен покрив. Освен това има плувен басейн и навес за лодки, тъй като се намира на канал. Джордж и Кати се женят през юли 1975 г. и всеки има собствен дом, но те искат да започнат на чисто с нов имот. Кати има три деца от предишен брак: Даниел, 9 г., Кристофър, 7 г., и Мелиса (Миси), 5 г., както и куче кръстоска маламут/лабрадор на име Хари. По време на първия им оглед на къщата брокерът на недвижими имоти им разказва за убийствата на Дефео и ги пита дали това ще повлияе на решението им. След като обсъждат въпроса, те решават, че това не е проблем.
Семейство Луц се мести на 18 декември 1975 г. Голяма част от мебелите на семейство Дефео все още са в къщата, защото са включени за 400 долара като част от сделката. Приятел на Джордж Луц научава за историята на къщата и настоява тя да бъде осветена. По това време Джордж е непрактикуващ методист и няма идея какво включва това. Кати е непрактикуваща католичка и му обяснява процеса. Джордж познава католически свещеник на име отец Рей, който се съгласява да извърши благословията на къщата (в книгата на Ансън истинският свещеник отец Ралф Дж. Пекораро е наречен отец Манкузо от съображения за поверителност).
Отец Манкузо е адвокат, съдия от Католическия съд и психотерапевт, който живее в местния църковен дом на Светото сърце. Той пристига, за да извърши благословията, докато Джордж и Кати разопаковат вещите си следобед на 18 декември 1975 г. Когато хвърля първата светена вода и започва да се моли, чува мъжки глас да настоява да излезе. Когато напуска къщата, отец Манкузо не споменава за този инцидент нито на Джордж, нито на Кати. На 24 декември 1975 г. той се обажда на Джордж Луц и го съветва да стои далеч от стаята на втория етаж, където е чул мистериозния глас – бившата спалня на Марк и Джон Матю Дефео, която Кати планира да използва като шивалня, но обаждането е прекъснато от статични шумове. Твърди се, че след посещението си в къщата отец Манкузо вдига висока температура и получава мехури по ръцете си, подобни на стигмати. Първоначално Джордж и Кати не виждат нищо необичайно в къщата. Говорейки за преживяванията си впоследствие, те съобщават, че сякаш всеки живее в различна къща.
До средата на януари 1976 г., след още един опит за благословия на къщата от Джордж и Кати, те преживяват това, което ще се окаже последната им нощ в къщата. Лутц отказват да дадат пълен отчет за събитията, които се случват по този повод, описвайки ги като твърде плашещи.
След като се свързват с отец Манкузо, семейство Лутц решават да вземат някои вещи и да останат в къщата на майката на Кати в близкия Диър Парк, Ню Йорк, докато решат проблемите с къщата. Те твърдят, че феноменът ги е последвал там, като последната сцена от книгата на Ансън описва зеленикаво-черна тиня, идваща по стълбите към тях. На 14 януари 1976 г. Джордж и Кати Луц, с трите си деца и кучето им Хари, напускат дома, оставяйки цялото си имущество. На следващия ден пристига хамал, за да изнесе вещите на семейство Луц, но той не съобщава за паранормални явления, докато е бил в къщата.
Книгата е написана, след като Там Мосман, редактор в издателската къща „Прентис Хол“, запознава Джордж и Кати Луц с Джей Ансън. Лутц не работят директно с Ансън, но му предоставят около 45 часа записани на лента спомени, които са използвани като основа на книгата. Прогнозите за продажбите на книгата са около 10 милиона копия от многобройните ѝ издания. Твърди се, че Ансън е базирал заглавието на „Ужасът от Амитивил“ на „Кошмарът в Дънуич“ от Хауърд Лъвкрафт, излязла през 1929 г.

## Други книги
- Историята на „Ужасът в Амитивил“ е продължена в поредица от книги на Джон Дж. Джоунс, с „Ужасът в Амитивил 2“ (1982), „Амитивил: Последната глава“ (1985), „Амитивил: Дяволът бяга“ (1988) и „Амитивил: Ужасът се завръща“ (1989). През 1991 г. е публикувана „Амитивил: Кошмарът продължава“ от Робин Карл.[9]
- Ханс Холцер пише три книги, свързани с историята: „Убийството в Амитивил“, „Проклятието на Амитивил“ и „Тайната на Амитивил“. „Убийството в Амитивил“ е използвано като основа на филма от 1982 г. „Амитивил 2: Обсебването“, а филмът от 1990 г. „Проклятието на Амитивил“ е базиран на едноименната книга. Уилям Вебер, адвокатът на защитата на Роналд Дефео младши по време на процеса му, препоръчва Холцър на Дефео през 1979 г. като начин Дефео да получи сделка за книга, разказваща неговата страна на историята.[10] Филмът от 1983 г. „Амитивил 3“ също е превърнат в роман от Гордън Макгил. „Психично болен в Амитивил“ – фактологичен разказ за случая от Уил Сейв, е публикуван през 2008 г.

## Спорове за точност
На ролята на отец Пекораро – отец „Манкузо“ в книгат, в историята е отделено значително внимание. По време на съдебния процес около случая в края на 1970-те години отец Пекораро заявява в клетвена декларация, че единственият му контакт със семейство Лутц по въпроса е бил по телефона. Други разкази казват, че отец Пекораро е посетил къщата, но не е преживял нищо необичайно там. През 1979 г. отец Пекораро, който се появява в силует, описва преживяването си, докато благославя къщата на Амитивил по време на интервю за телевизионния сериал „В търсене на.“ В интервюто Пекораро дава да се разбере, че той наистина е влязъл в дома и че е бил ударен от невидима сила и му е казано да „излезе“ от безплътен глас.
Твърденията за физически щети на ключалките, вратите и прозорците са отхвърлени от Джим и Барбара Кромарти, които купуват къщата за 55 000 долара (еквивалентни на 266,000 долара през 2022 г.) през март 1977 г. Барбара Кромарти твърди, че те са изглеждали като оригинални артикули и не са били ремонтирани. Кромарти също така разкрива, че „Червената стая“ е малък килер в мазето и е бил известен на предишните собственици на къщата (Лутц), тъй като не е бил скрит по никакъв начин. Твърдението, направено в глава 11 на книгата, че къщата е построена на място, където местните индианци Шинекок някога са изоставяли психично болните и умиращите, е отхвърлено от местните индиански лидери.
Твърдението за отпечатъци от копита на чифтокопитни в снега на 1 януари 1976 г. е отхвърлено от изследователите Рик Моран и Питър Джордан, чието разследване разкрива, че по това време не е имало снеговалеж. Никой съсед не е съобщил за нещо необичайно по времето, когато семейство Луц са живеели там. В книгата и филма от 1979 г. полицейски служители са изобразени да посещават къщата, но записите показват, че Лутц не са се обаждали на полицията през периода, в който са живели там. По това време в Амитивил няма бар, наречен The Witches' Brew.
Критиците, включително Стивън Каплан, посочват, че са направени промени в книгата, тъй като е препечатана в различни издания. В оригиналното издание с твърди корици колата на отец Пекораро е стар Форд и той преживява катастрофа, при която капакът излита срещу предното стъкло, докато кара. В по-късни издания колата е описана като Шевролет Вега, преди да се върне към Форд.
През май 1977 г. Джордж и Кати Лутц предявяват иск към Уилям Уебър (адвокатът на защитата на Роналд Дефео младши по време на процеса), Пол Хофман (писател, който работи върху историята на паранормалните явления), Бърнард Бъртън и Фредерик Марс (и двамата предполагаеми ясновидци, които са изследвали къщата), заедно със списание „Гуд Хаускипинг“, в. „Ню Йорк Съндей“ и Корпорация Хърст. Семейство Лутц обвинява за присвояване на имена за търговски цели, нахлуване в личния живот и психически страдания. Исковете срещу новинарските корпорации са оттеглени и останалата част от делото е изслушана от съдията от Окръжния съдия на САЩ в Бруклин Джак Б. Уайнщайн . През септември 1979 г. съдия Уайнстийн отхвърля твърденията на Лутц. В броя на списание „Пийпъл“ от 17 септември 1979 г. Уилям Вебер пише: „Знам, че тази книга е измама. Създадохме тази история на ужасите върху много бутилки вино.“ Това се отнася до среща, която се казва, че Уебър е имал с Джордж и Кати Лутц, по време на която те обсъждат това, което по-късно ще стане схемата на книгата на Ансън. Съдия Уайнстийн също изразява загриженост относно поведението на Уилям Вебер и Бърнард Бъртън във връзка с аферата, като заявява: „Има много сериозен етичен въпрос, когато адвокатите стават литературни агенти.“
Джордж Лутц твърди, че събитията в книгата са предимно верни. През юни 1979 г. Джордж и Кати Луц се подлагат на полиграфски тест, свързан с преживяванията им в къщата. Полиграфските тестове са извършени от Крис Гугас и Майкъл Райс, които по това време са  сред петте най-добри полиграфски експерти в Америка. Резултатите, според Райс, не показват лъжа. През октомври 2000 г. Хистъри Ченъл излъчва Amityville: The Haunting и Amityville: Horror or Hoax? – документален филм от две части, направен от сценариста/продуцента на ужасите Даниел Фарандс.
Дебатът за точността на книгата продължава. Различните собственици на къщата след напускането на семейство Лутц през 1976 г. публично съобщават за никакви проблеми, докато живеят там. Джеймс Кромарти, който купува къщата през 1977 г. и живее там със съпругата си Барбара в продължение на десет години, коментира: „Никога не се е случило нищо странно, освен че хората идват заради книгата и филма.“

## Филми
Хората и събитията, измислени в „Ужасът в Амитивил“, са обект на редица филми (много от които нямат никаква друга връзка освен препратката към Амитивил):
- Ужасът в Амитивил (1979)
- Амитивил 2: Обладаването (1982)
- Амитивил 3 (1983) (направен в 3-D и също издаден като Амитивил 3: Демонът)
- Amityville 4: The Evil Escapes (1989)
- The Amityville Curse (1990)
- Amityville: It's About Time (1992)
- Amityville: A New Generation (1993)
- Amityville Dollhouse (1996)
- Ужасът в Амитивил (2005 римейк)
- The Amityville Haunting (2011)
- The Amityville Asylum (2013)
- Amityville Death House (2015)
- The Amityville Playhouse (2015)
- Amityville: No Escape (2016)
- Amityville: Vanishing Point (2016)
- The Amityville Legacy (2016)
- The Amityville Terror (2016)
- Amityville Prison (2017)
- Amityville: The Awakening (2017)
- Amityville: Evil Never Dies (2017)
- Amityville Exorcism (2017)
- The Amityville Murders (2018)
- The Amityville Harvest (2020)
- An Amityville Poltergeist (2020)
- Witches of Amityville Academy (2020)
- Amityville Island (2020)
- Amityville Vampire (2021)

Едноименният филм от 1979 г., базиран на романа на Джей Ансън, е най-известният в поредицата. Джеймс Бролин и Марго Кидър са в ролите на Джордж и Кати Луц. Ролята на свещеника, който благославя къщата (преименуван на отец Дилейни във филма), се играе от носителя на Оскар Род Стайгър. Първите три филма за Амитивил имат кинопремиера, докато четвъртият филм е направен за телевизия от Ен Би Си. Продълженията от 1990 г. са пуснати директно на видео и не съдържат практически никакъв материал, свързан със семейство Луц или убийствата на Дефео. Вместо това те се концентрират върху паранормалните явления, причинени от прокълнати предмети, за които се предполага, че са свързани с къщата.
Една от по-известните характеристики на филмите по книгата е отличителният външен вид на къщата, подобен на тиквен  фенер, който е създаден от два четвърти кръгли прозореца на таванското ниво на третия етаж. Прозорците често са осветени във филмите, придавайки вид на заплашителни очи. Първите три филма са заснети в къща в Томс Ривър, Ню Джърси, която е преустроена да изглежда като оригиналната, след като властите в Амитивил отказват разрешение за снимане на място. Въпреки че не всички филми от поредицата се развиват в бившия дом на сем. Лутц, отличителната холандска колониална къща традиционно се използва като основно изображение в рекламните материали.
През 2005 г. е пуснат римейк на оригиналния филм, със слогана Catch em and kill em („Хвани ги и ги убий“), препращащ към твърдяната връзка между къщата на Оушън авеню и Джон Кетчам, чието име е свързано с магьосничество в Салем, Масачузетс, но остава спорна и неуловима фигура. Тази версия преувеличава изолацията доман на Оушън авеню, като го изобразява като отдалечена къща, подобна на Хотел „Оувърлук“ в „Сияние“ на Стивън Кинг. В действителност става въпрос за крайградска къща в рамките на 15 m от другите къщи в квартала. Къщата, използвана във версията от 2005 г., е в Силвър Лейк, Уисконсин, докато друга работа на място е заснета в близкия Антиох, Илинойс. Детският герой Джоди Дефео, който се появява във филма, е измислен и не е една от жертвите на стрелбата от Роналд Дефео младши през ноември 1974 г. Джордж Лутц описва римейка от 2005 г. като безсмислен и съди създателите за нарушаване на договора и дифамация. Той възразява особено срещу сцената във филма, където главният мъж на име Джордж Луц, изигран от Райън Рейнолдс, е показан да убива семейното куче с брадва. Филмът също така показва героя на Джордж Луц, който строи ковчези за членове на собственото си семейство. Искът за клевета е отхвърлен от съд в Лос Анджелис през ноември 2005 г., докато други въпроси, свързани с делото, остават неразрешени към момента на смъртта на Джордж Луц.
Документалният филм My Amityville Horror излиза през март 2013 г. Включва интервюта с Даниел Лутц, едно от децата, които са живели в къщата през периода, на който са базирани книгата и филмите. Луц повтаря оригиналната история, разказана от майка му и втория му баща. Той също така прави допълнителни твърдения, че и той, и Джордж Луц са били обладани и че Джордж Луц е демонстрирал телекинетични способности и силно предполага, че увлиечението на Джордж по окултното може да е инициирало демоничните събития.

## Наследство
Катлийн Тереза Луц (13 октомври 1946 – 17 август 2004) умира от емфизема, а Джордж Лий Луц (1 януари 1947 – 8 май 2006) – от сърдечно заболяване. Двойката се развежда в края на 80-те години, но остава в добри отношения.
По време на периода, в който семейство Луц живее в къщата, Стивън Каплан, самозван вампиролог и ловец на духове, е извикан да разследва къщата. Каплан и семейство Лутц се скарват, след като Каплан казва, че ще разкрие всяка измама. Каплан продължава да пише критична книга, озаглавена „Конспирацията на ужаса в Амитивил“ със съпругата си Роксан Салч Каплан. Книгата е издадена през 1995 г.
В нощта на 6 март 1976 г. къщата е проучена от Ед и Лорейн Уорън – екип от съпрузи, които се самоопределят като демонолози, заедно с екип от телевизионната станция Channel 5 New York и репортера Майкъл Линдър от WNEW-FM. По време на разследването Джийн Кембъл прави серия от инфрачервени снимки с таймлапс. Твърди се, че едно от изображенията показва „демонично момче“ със светещи очи, което стои в подножието на стълбище. Снимката става публично достояние едва през 1979 г., когато Джордж и Кати Луц и Род Стайгър се появяват в Шоуто на Мерв Грифин, за да популяризират излизането на първия филм. Къщата е изследван и от парапсихолога Ханс Холцер. Семейство Уорън и Холцър предполагат, че къщата е обитавана от зли духове поради историята си. Посещението на Уорън в къщата е изобразено във филма от 2016 г. „Заклинанието 2“.
Джордж Лутц регистрира фразата „Ужасът в Амитивил“ като търговска марка през 2002 г. и се споменава като The Amityville Horror™ на официалния му уебсайт. Луц твърди, че продуцентите на филма са украсили или изфабрикували събития, описани във версията от 1979 г. и в римейка от 2005 г. Той също така твърди, че продуцентите на филма от 2005 г. не са ангажирали семейството му и че са използвали името му без разрешение.
Къщата, известна като Оушън Авеню 112, все още съществува, но е реновирана и адресът е променен, за да обезсърчи туристите да я посещават. Четвъртитите кръглите прозорци са премахнати и тя днес изглежда значително по-различно от нейното изображение във филмите. Къщата в Томс Ривър, използвана като място за първите три филма, също е модифицирана по същата причина. За филмовата версия от 2005 г. адресът на къщата е променен на Оушън Aвеню 412. Във филмовия римейк от 2005 г. се казва, че мазето на дома на Лутц е построено през 1692 г., но Оушън Авеню 112, известен също като Големите надежди, е построен около 1924 г. за Джон и Катрин Мойнахан.
Местните жители и властите в Амитивил, Ню Йорк, са недоволни от вниманието, което „Ужасът в Амитивил“ привлича към града, и са склонни да отказват исканията за публично обсъждане. Уебсайтът на Историческото общество на Амитивил не споменава убийствата от Роналд Дефео младши през 1974 г. или периода, в който семейство Луц живее в къщата. Когато Хистър Чанел прави своя документален филм през 2000 г., нито един член на Историческото общество не обсъжда въпроса пред камера.
Епизодът на „От местпрестъплението: Ню Йорк“, излъчен за първи път на 31 октомври 2007 г., е издание за Хелоуин, базирано на „Ужасът в Амитивил“. Озаглавен „Boo“, той включва къща в Амитивил, където семейство е починало при обстоятелства, подобни на убийствата на Дефео.
През май 2010 г. къщата е пусната на пазара с искана цена от 1,15 милиона долара. През август 2010 г. тя е продадена на местен жител за 950 000 долара. На 21 август 2010 г. напускащият собственик организира вълнуваща продажба в къщата и стотици хора се появяват на събитието. Позволено им е да влизат в къщата, но не и да посещават стаите на горния етаж или мазето.